# Bonheur (album)
Pour les articles homonymes, voir Bonheur (homonymie).
Albums de Madilu System
Pouvoir
(1999) Le Tenant du titre
(2004)
Bonheur est un album du musicien congolais Madilu System sorti en 2001.

## Liste des titres
| No  | Titre                         | Durée |
| --- | ----------------------------- | ----- |
| 1.  | Bonheur Plus                  | 05:50 |
| 2.  | Juste un peu d'amour Decastro | 06:51 |
| 3.  | Fifa Alonge                   | 06:06 |
| 4.  | Vice Versa                    | 07:32 |
| 5.  | Rtc Riva                      | 05:11 |
| 6.  | Assistance sociale            | 07:17 |
| 7.  | Vieux Sammy                   | 06:47 |
| 8.  | Nicole Nkoto                  | 06:34 |
| 9.  | Femme Légitime                | 06:54 |
| 10. | Dit moi quand tu seras là     | 06:51 |
| 11. | Nul n'est parfait             | 08:32 |